# Trave (fiume)
La Trave è un fiume della Germania settentrionale, che scorre per 124 km nella regione dello Schleswig-Holstein. Dopo aver attraversato Lubecca si getta nel Mar Baltico a Travemünde.

## Geografia

### Affluenti
- Destra orografica:
  - Wakenitz
- Sinistra orografica:
  - Schwartau

### Comuni attraversati
- Lubecca
- Bad Segeberg
- Bad Oldesloe
- Reinfeld
- Travemünde